# Économie du Venezuela
Cet article fournit des informations sur l'économie du Venezuela.
Le Venezuela est un pays situé au nord de l'Amérique du Sud. Il dispose des plus importantes réserves de pétrole, et les exportations pétrolières de la compagnie d'État PDVSA assurent 95 % des exportations et 60 % du PIB.
Depuis 2012, le pays est confronté à une grave crise économique due notamment à la baisse du prix du pétrole de 2014 à 2016 mais aussi à la politique économique menée par Hugo Chávez[réf. nécessaire].

## Histoire économique du Venezuela

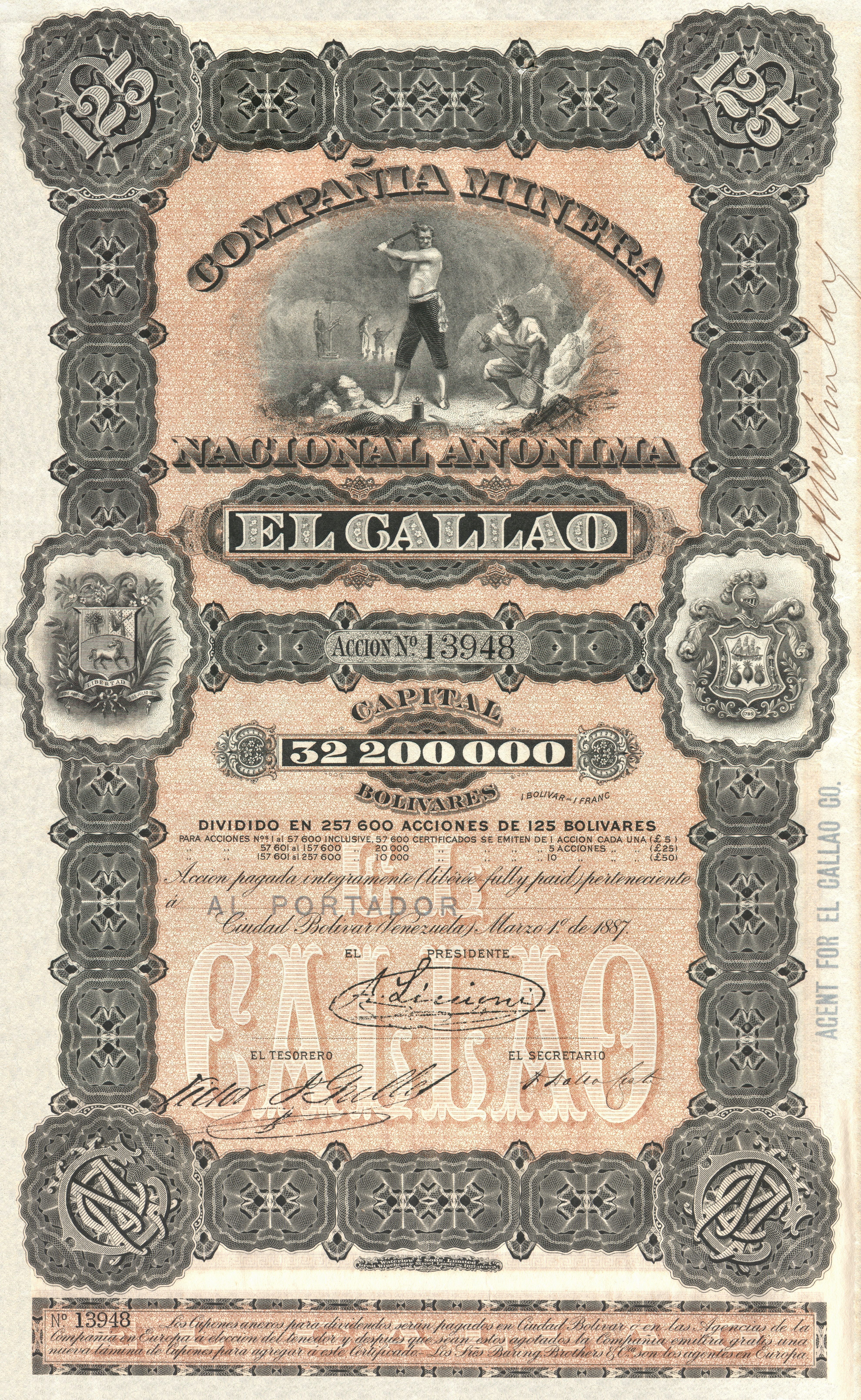
Action (finance) de mars 1887 de la Compañia Minera El Callao de Ciudad Bolívar au Venezuela. Le dessin montre des scènes mythiques de la mine, ainsi que les armes de la société.

### Importance ancienne du pétrole
La principale activité économique est l'exploitation et le raffinage du pétrole pour l'exportation et la consommation intérieure. Son exploitation officielle commence dès 1875 dans l'État de Táchira.
En 1922, le dictateur vénézuélien Juan Vicente Gómez autorise les sociétés pétrolières américaines à rédiger la loi pétrolière du Venezuela. En 1943, la Standard Oil du New Jersey accepte un nouvel accord basé sur le principe 50-50, décrit alors comme « un événement historique ». Des conditions encore plus favorables furent négociées en 1945, après qu’un coup d’État a porté au pouvoir un gouvernement de gauche comprenant Juan Pablo Pérez Alfonso.
En 1950, le Venezuela est le quatrième pays le plus riche par habitant au monde. Pendant la dictature de Marcos Pérez Jiménez de 1952 à 1958, le Venezuela connaît une croissance du PIB remarquablement élevée, de sorte qu'à la fin des années 1950, le PIB réel par habitant du Venezuela a presque atteint celui de l'Irlande ou de l'Allemagne de l'Ouest qui se relève encore de la guerre.
Des années 1950 au début des années 1980, l’économie vénézuélienne, soutenue par les prix élevés du pétrole, est l’une des plus fortes et des plus prospères d’Amérique du Sud. La croissance continue au cours de cette période attire de nombreux immigrants.
En 1958, un nouveau gouvernement, comprenant à nouveau Pérez Alfonso, élabore un plan pour un cartel pétrolier international, qui deviendra l'OPEP. En 1973, le Venezuela vote pour nationaliser son industrie pétrolière à compter du 1er janvier 1976, Petróleos de Venezuela (PDVSA) présidant un certain nombre de sociétés holding. Au cours des années suivantes, le Venezuela construit un vaste système de raffinage et de commercialisation aux États-Unis et en Europe.
Cependant, Rómulo Betancourt (président de 1959 à 1964) hérite à partir de 1958 et 1959 d’une énorme dette intérieure et extérieure causée par des dépenses publiques effrénées. Il réussit à équilibrer le budget public du Venezuela et lance une réforme agraire qui échoue.

### Années de crise (1990-2003)
Au début des années 2000, le secteur pétrolier domine l'économie avec à peu près un tiers du PIB, 85 % des bénéfices à l'exportation et 43 % des revenus du gouvernement. Le pétrole est la ressource naturelle la plus abondante; elle est traitée par la société pétrolière nationale PDVSA depuis 1975. 
Cette dépendance de l'économie au pétrole participa à une importante crise financière en 1994, aggravée par la récession de 1993.
Alors que le taux de progression moyen du PIB PPA (parité de pouvoir d'achat) dans le monde entre 1990 et 2002 était de 57 %, le Venezuela est l'un des rares pays où celui-ci a baissé en passant de 6 169 dollars par habitant en 1990 à 5 380 dollars en 2002 et 4 740 $ en 2003. Plus de 80 % des Vénézuéliens vivent dans la pauvreté en 1999.
En 1999, l'économie nationale avait régressé de 7,2 %. Un effondrement des cours pétroliers durant la première moitié de l'année, jusqu'à 10 dollars le baril, avait accéléré la récession, et amené le gouvernement de Chávez à contacter les autres pays membres de l'OPEP afin de réduire la production mondiale et faire remonter le cours du baril. En mars 1999, la réunion de La Haye permet la réduction de 4 % des quotas pétroliers de l'Oman, la Russie (non membre de l'OPEP), le Mexique (non membre de l'OPEP) et l'Arabie saoudite. Les cours du pétrole remontent.
En 2001, la croissance du Produit intérieur brut ou PIB fut de 2,7 %. Une augmentation significative des prix internationaux du pétrole a permis de sortir l'économie de la forte récession subie durant l'année 1999. Le secteur non pétrolier relativement faible, une fuite intense des capitaux, une chute temporaire des prix du pétrole et les tentatives de déstabilisation du gouvernement ont empêché que la récupération soit plus forte.
En 2002, le régime des changes a été changé par le gouvernement, passant d'un régime à taux libre flottant vers un régime à taux fixe contrôlé par le gouvernement, ce qui fit se déprécier considérablement la monnaie, le bolivar. En 2002 et 2003, en conséquence d'une importante instabilité politique et d'un coup d'État organisé par l'opposition au gouvernement, de la grève générale et du sabotage de la principale entreprise pétrolière nationale PDVSA, l'économie vénézuélienne subit une forte chute de son PIB de l'ordre de 8 %.

### Relance (2004-2013)
Le 3 mars 2005, la monnaie a été dévaluée face au dollar américain, le taux de change officiel passant de 1.920 à 2.150 bolívars par dollar. En 2005 le Venezuela a présenté une balance déficitaire d'exportations non-traditionnelles (c.-à-d. hormis le pétrole) par rapport à celle d'importations. En général, le Venezuela est un pays qui dépend des importations, y compris les produits alimentaires de base.
Le 30 septembre 2005, Chavez a annoncé que le Venezuela retirait une partie de ses réserves de devises étrangères des banques américaines pour les placer en Europe.
La croissance de l'économie en 2005 a été de 9,4 % du PIB. Cependant, les experts internationaux en économie estiment que la demande se situe à 20 %, donc la croissance de l'économie se fonde en grande partie sur les dépenses publiques et la consommation du secteur privé, ce qui explique les phénomènes observées d'ores et déjà. L'inflation est estimée à 17 %, la plus élevée du continent, selon les chiffres de la Banco Central de Venezuela (BCV) et du CEPAL.
Les réserves internationales en devises ont atteint 25 milliards de dollars en 2006, et 29 milliards de dollars en 2007. Le gouvernement a fait baisser les réserves d'un coup de 12 milliards de dollars dans une période de six mois seulement face à des tensions spéculatives sur la monnaie nationale.
Avec les cours élevés des produits pétroliers (principal produit d'exportation) et la nouvelle politique pétrolière que le gouvernement met en place, le journaliste Teodoro Petkoff, analyste de la société et de l'économie vénézuélienne, prévoit pour les prochaines années un grand désastre social et économique: le phénomène d'hyperinflation, la dollarisation de l'économie, et la dévaluation du Bolivar, sont entre autres les scénarios à venir, selon lui, si la nouvelle Constitution proposée par Chavez est approuvée. D'autres analystes à l'image de Luis Britto Garcia ont une opinion complètement contraire et prévoient que le rythme de croissance élevé actuel du Venezuela pourra se maintenir.
Mais cette croissance est déséquilibrée, elle est due surtout à l'accroissement des dépenses publiques qui dépasse le tiers du PIB en 2006 qui a vu l'inflation augmenter et dépasser les 15 %. Cependant, cette croissance même déséquilibrée aura des effets bénéfiques à long terme en raison des fortes dépenses consenties en matière d'éducation et de santé.
Les annonces du président Chavez au début de janvier 2007 concernant la re-nationalisation des compagnies de télécommunications et d'électricité (privatisés depuis environ une décennie), la fin de l'indépendance de la banque centrale et une révolution socialiste ont fait chuter la bourse de Caracas de 19 % le 9 janvier 2007. Le phénomène est comparable aux évolutions de la bourse lors de la campagne présidentielle de Lula.
Le 8 janvier 2007, lors d'un discours, Hugo Chavez a critiqué l'indépendance de la banque centrale, qui ne l'est que du gouvernement politique élu et pas du FMI. Il a aussi dénoncé le fait qu'avant son intervention, la plupart des réserves internationales étaient placées dans des banques américaines à un taux d'intérêt de 3 % et que sur cet argent, les mêmes banques accordaient des crédits au Venezuela avec des taux d'intérêt de 8 à 10 %, accusant au passage l'élite en place avant lui d'être parfaitement au courant de cet état de fait.
Le 30 avril 2007, Hugo Chavez annonce le retrait du Venezuela du FMI (dont le pays a remboursé tous ses emprunts en avance grâce aux rentrées d'argent dues à l'exploitation pétrolière) et de la Banque mondiale. Il a également annoncé le jour d'avant que « l'Amérique latine en général irait mieux sans la Banque mondiale et le FMI, soutenus par les États-Unis ».
La hausse régulière des cours du pétrole jusqu'au milieu de l'année 2008 a été une aubaine pour le Venezuela. 93 % des exportations vénézuéliennes, qui ont généré 99,923 milliards de dollars en 2008, sont issues du secteur pétrolier. Les importations se sont élevées en 2008 à 47,601 milliards de dollars selon des chiffres préliminaires. En 2008, la croissance du Produit intérieur brut (PIB) s'est élevée à 4,9 % contre 8,4 % en 2007, et l'inflation a atteint 30,9 %. (Record d'inflation pour l'Amérique Latine pour la troisième année). À Caracas, le prix des aliments[précision nécessaire] ont augmenté de 51,4 %.
En 2009, le gouvernement a estimé que la croissance grimperait à 6 % et l'inflation à 15 % mais si le baril de brut se maintient à 40 dollars, ce qui n'est pas le cas, et que le Venezuela en vend à l'étranger quelque 2,3 millions de barils par jour à ce prix, il réalisera alors 32,580 milliards de dollars de recettes en 2009. Ce montant ne suffira pas à couvrir le coût de ses importations élémentaires.
Le 8 janvier 2010, le bolivar est dévalué pour lutter contre l'inflation et un double taux de change est institué avec le dollar pour favoriser l'industrie locale.
La croissance a atteint 4 % en 2011. Presque tous les secteurs d'activité ont enregistré une hausse notamment celui prioritaire pour le président Chavez, le logement social.

#### La nationalisation des secteurs stratégiques
- La nationalisation du secteur des pétroles est un choix aussi idéologique que stratégique. La ressource, dont les réserves de la région de l'Orénoque seraient énormes, représente 30 % du PIB et 85 % des exportations. PDVSA détient alors 60 % des projets menés par Petroleum PLC, américaines ExxonMobil, Chevron, ConocoPhillips, la française Total et Statoil
- Les secteurs des télécommunications et de la production d'électricité ont également été nationalisés. Les sociétés refusaient par exemple d'investir dans des régions jugées peu rentables.
- Au début de l'année 2008, le gouvernement vénézuelien annonce la nationalisation très prochaine de la production de ciment[18], montrée comme une réponse au choix des sociétés étrangères d'exporter une partie de leur production en situation de pénurie de logements.
- En 2010, le commerce de détail est nationalisé, avec la filiale vénézuélienne du groupe éxito, détenue par le groupe français Casino[19], accusée de contribuer à la hausse des prix. La filiale locale de l'américain NorPro, fabricant un produit pour les forages pétroliers est étatisée et intégrée à l'entreprise publique PDVSA. Le groupe sidérurgique italien TenarisDalmine est exproprié de ses actifs, n'ayant trouvé un accord financier avec le gouvernement[20].

#### Bilan des années de relance (2004-2013)
Après 2003, à la faveur de l'augmentation des prix des hydrocarbures, d'un climat politique plus détendu et de la reprise en main de PDVSA, le Venezuela a connu un taux de croissance du PIB de 13,5 % en moyenne jusqu'en 2009 (un des plus hauts du monde, selon les chiffres officiels et ceux du FMI).
Les investissements sociaux du gouvernement (par le biais des misiones) dans les domaines éducatifs, alimentaires et médico-sanitaires, créées depuis 2001 commencent à porter leurs fruits : le taux de pauvreté est réduit entre 2003 et 2008 de près de 30 points (de 54 % à 26 %), dont une diminution particulièrement significative de l'extrême pauvreté de 72 %, tandis que près de 1 250 000 personnes ont été alphabétisées entre 2003 et 2004 selon les chiffres de la BCV (Banco Central de Venezuela)[réf. nécessaire]. Ces progrès sociaux s’accompagnent aussi d'une réduction des inégalités mesurées par l'indice de Gini.
Le PIB par habitant en PPA est passé entre 2003 et 2008 de 5 033 à 8 500 dollars selon les chiffres du FMI (estimation), et de 5 500 à 8 500 $ entre 1999 et 2008 (est.).
La crise économique de 2008 et l'effondrement soudain du cours des matières premières ont conduit à une faible croissance et une inflation forte. La forte inflation (30,9 % en 2008) a affecté la population durant cette période, mais le maintien des cours du pétrole et des volumes d'exportation ont permis à l'économie de se maintenir.
Le PIB a été multiplié par cinq entre 1999 et 2014, passant de 98 milliards à 482 milliards de dollars. En dépit de cette forte augmentation du PIB, la vie quotidienne des Vénézuéliens est marquée par des problèmes graves de pénurie alimentaire, d’accès aux services publics du fait de la gestion gouvernementale chaotique : défaillances du ravitaillement en gaz domestique, coupures d’électricité... Même si les gouvernements précédents avaient toujours été assez inefficaces en ce qui concerne la gestion des services publics, à la fin de la décennie 2000, l’infrastructure du pays s’est littéralement effondrée, le gouvernement n’ayant pas investi dans ces domaines.

### Difficultés et effondrement (depuis 2013)
L'économie vénézuélienne étant fortement dépendante de la rente pétrolière, qui représente 90 % des exportations et 50 % du budget de l'État, l'effondrement des cours du pétrole démarrée en 2013 — les prix du pétrole chutent de 70 % entre 2014 et 2016 — a fait chuter les revenus de l'État et exploser le taux d'inflation. Les difficultés économiques ont conduit à de graves problèmes de pénurie, notamment alimentaire. Le déficit public du Venezuela est estimé à 20 % du PIB en 2015.Une inflation de 700 % est attendue sur l'année 2016 d'après le FMI, après une inflation de 159 % en 2015.
À la suite des manifestations de 2014 contre le président Nicolás Maduro, de l'insécurité, des pénuries dans les magasins et d'une hyperinflation de l'ordre de 60 %, l'économie vénézuélienne est en crise. Concernant le climat des affaires, le pays est classé 181e sur 189. Les uniques ressources du pays proviennent du pétrole, néanmoins en baisse depuis 10 ans.
En dépit de ses nombreuses richesses naturelles, les Vénézuéliens doivent faire la queue pour obtenir la plupart des produits de base de consommation (sucre, huile, médicaments, papier toilette...) et l'État doit pratiquer le rationnement. Le gel des prix a engendré un important marché noir, au sein du pays et avec les pays voisins, comme la Colombie. En 2014, le pays a la plus forte inflation mondiale (68 %). Avec l’effondrement des cours du pétrole, la pauvreté augmente.
Selon le FMI, l'inflation pourrait bondir à 2068 % en 2018 après 720 % en 2017 ; le PIB vénézuélien devrait se contracter de 12 % en 2017 après une chute de 18 % en 2016. Plus d’un million de Vénézuéliens ont fui leur pays pour se réfugier en Colombie, qui a un temps fermé sa frontière. D’autres ont choisi Manaus, au Brésil, pour sa commodité d’accès. Pas moins de 50 000 personnes sont parties chercher refuge au Chili. Le PIB a chuté de 30 % entre 2014 et 2017.
Le président Nicolás Maduro est très critiqué pour ses décisions économiques. Il maintient notamment une politique de contrôle des changes, qui impose une parité du bolivar (la monnaie vénézuélienne) face au dollar ; des hommes d'affaires ont ainsi pu acheter des dollars à un prix très inférieur à leur valeur réelle, provoquant une importante fuite des capitaux. En outre, l'État a continué de rembourser scrupuleusement ses créanciers plutôt que d'engager une renégociation des termes de la dette ; entre 2014 et 2017, le pays a ainsi dépensé près de 72 milliards de dollars en remboursement de dette plutôt que d'investir dans la diversification de l'économie.
En raison de la spirale inflationniste, les entreprises ne fixent plus les prix des produits en fonction du coût de production, mais par rapport à ce qu'elles estiment qu'il faudra dépenser pour les produire de nouveau à l'avenir, relançant ainsi le processus inflationniste. Pour y répondre, le gouvernement a renforcé le contrôle des prix dans le pays — limitant à 30 % les marges autorisées —, ce qui a conduit au développement d'un marché noir important, notamment pour les devises étrangères.
À partir de 2017, les sanctions économiques des États-Unis interdisent presque complètement au Venezuela l'accès aux marchés financiers internationaux. En novembre 2017, le pays est déclaré en défaut de paiement partiel par les agences de notation Fitch Ratings et S&P Global. Selon l'économiste Christopher Dembik, « ce sera sans doute le défaut de paiement le plus compliqué de l'histoire, et celui avec le moins d'impact global ». En décembre 2017, en réaction à la crise et aux sanctions, il annonce la création d'une crypto-monnaie, le petro, dont le cours dépend du pétrole, du gaz, de l'or et du diamant. En 2016, sa réserve d'or est de 361,1 tonnes, une masse relativement constante depuis le début du XXIe siècle. En juillet 2018, elle n’est plus que de 150 tonnes.
Fin 2018, le pays atteint un taux d'hyperinflation de l'ordre de 1 000 000 %, alors qu'en août 2018, le pays a dévalué le bolivar de 100 000 pour 1 et augmenté le salaire minimum par 34. Dans le même temps, un dixième de la population a émigré, et le PIB a chuté de 40 % en quatre ans.
En mars 2019, une panne d’électricité conduit à la paralysie générale du pays. La panne a pour origine le barrage de Guri, qui fournit 80 % de l'électricité consommée au Venezuela,.

## Structure économique
La population vénézuélienne était de 30,4 millions d'habitants en 2013. Le taux de chômage y est estimé à 7,9 % de la population active.
- Population active par secteur : (estimation 1997)
  - Services : 64 %
  - Industrie : 23 %
  - Agriculture : 13 %

### Secteur primaire: culture, élevage, pêche, mines
Production agricole :
- maïs, sorgho, sucre de canne, riz, bananes, légumes, café, bœuf, porc, lait, œufs.

Le Venezuela est passé d'une production de 17 160 577 tonnes d'aliments en 1998 à 24 686 018 tonnes en 2018.

#### Pétrole
La caractéristique principale du pétrole vénézuélien est d'être un pétrole lourd dont l'extraction et le raffinage engendrent des coûts plus élevés que le pétrole léger présent notamment au Moyen-Orient. Le Venezuela produisait 2,85 millions de barils par jour en 2010.
Selon l'OPEP, les réserves prouvées en pétrole du pays atteindraient 296,50 milliards de barils ce qui le place à la première place mondiale devant l'Arabie saoudite.

### Secteur secondaire
- Industries :
  - production matériaux de construction, industrie alimentaire, industrie textile, production d'acier et d'aluminium, assemblage de moteurs de voitures.

- Production électrique : 106,48 milliards de kWh (2005)
- énergie fossile : 25,46 %
- énergie hydraulique : 74,54 %
- Consommation électrique : 106,48 milliards de kWh (2005)

### Secteur tertiaire
Le Venezuela comporte plusieurs banques, y compris une banque publique dédiée au micro-financement de projets menés par des femmes : Banmujer.